# Kunene (řeka)
Kunene (zastarale česky Kunena) je řeka v Jižní Africe na území Angoly, která částečně tvoří její hranici s Namibií. Řeka je 945 km dlouhá, povodí má rozlohu 100 000 km². Podle řeky se jmenuje provincie na jihu Angoly a jeden ze 14 namibijských regionů.

## Průběh toku
Pramení na vysočině v angolské provincii Bié. Na horním toku protéká skalnatými soutěskami, přičemž vytváří peřeje a vodopády. Nejznámější jsou vodopády Epupa Falls. Na středním toku teče v široké dolině a na dolním toku vytváří druhou sérii peřejí a vodopádů. Ústí do Atlantského oceánu.

## Vodní režim
V období dešťů v létě má nejvyšší vodnost. V období sucha v zimě se stává mělkou.